# Тополівка (Каховський район)
Тополівка — селище в Україні, у Новокаховській міській громаді Каховського району Херсонської області. Населення становить 944 осіб. 24 лютого 2022 року село тимчасово окуповане російськими військами під час російсько-української війни.

## Населення

### Мова
Розподіл населення за рідною мовою за даними перепису 2001 року:
| Мова            | Кількість | Відсоток |
| --------------- | --------- | -------- |
| українська      | 794       | 84.11%   |
| російська       | 147       | 15.56%   |
| болгарська      | 1         | 0.11%    |
| румунська       | 1         | 0.11%    |
| інші/не вказали | 1         | 0.11%    |
| Усього          | 944       | 100%     |